# Database Source Name
DSN és un acrònim de l'anglès (Database Source Name) (en català, Nom Font de dades o Nom d'origen de dades), que representa tot allò relatiu a una font de dades configurada per l'usuari per a connectar-se a una base de dades. És a dir, per cada connexió que l'usuari vulgui establir amb algun(s) fabricant(s), ha d'especificar una sèrie d'informació que permeti al controlador o driver saber amb quin(s) fabricant(s) s'ha de connectar i la cadena de connexió que ha d'enviar-li a aquest(s) fabricant(s) per a establir la connexió amb la font de dades ODBC accedida pel proveïdor en qüestió.

## Exemple
En ASP (VBScript), per a obrir una connexió DSN, el codi és:
```
Dim DatabaseObject1
Set DatabaseObject1 = Server.CreateObject("ADODB.Connection")
DatabaseObject1.Open("DSN=DSNname;")
```

En PHP usant el paquet PEAR::DB per obrir una connexió sense DSN externa (una "DSN-less connection", p.ex., usant una Connection String), el codi podria ser:
```
require_once
(
"DB.php"
);

//$dsn = "<driver>://<username>:<password>@<host>:<port>/<database>";

$dsn
 
=
 
"mysql://john:pass@localhost:3306/my_db"
;

$db
 
=
 
DB
::
connect
(
$dsn
);

```

PHP amb PDO.
```
$dsn
 
=
 
"mysql:host=localhost;dbname=example"
;

$dbh
 
=
 
new
 
PDO
(
$dsn
,
 
$username
,
 
$password
);

```

En Perl, usant el mòdul Perl DBI, cada driver té la seva pròpia sintaxi pe als atributs del DSN. L'únic requeriment que demana el DBI és que tota la informació, llevat el nom d'usuari i la paraula clau se subministri en una única cadena d'argument.
```
my
 
$dsn
 
=
 
"DBI:Pg:database=finance;host=db.example.com;port=$port"
;

 
$dsn
 
=
 
"DBI:mysql:database=$database;host=$hostname;port=$port"
;

 
$dsn
 
=
 
"DBI:Oracle:host=$host;sid=$sid;port=$port"
;

 
$dsn
 
=
 
"DBI:SQLite:dbname=$dbfilename"
;

my
 
$dbh
 
=
 
DBI
->
connect
(
$dsn
,
'username'
,
'password'
);

```